# Divya Dutta

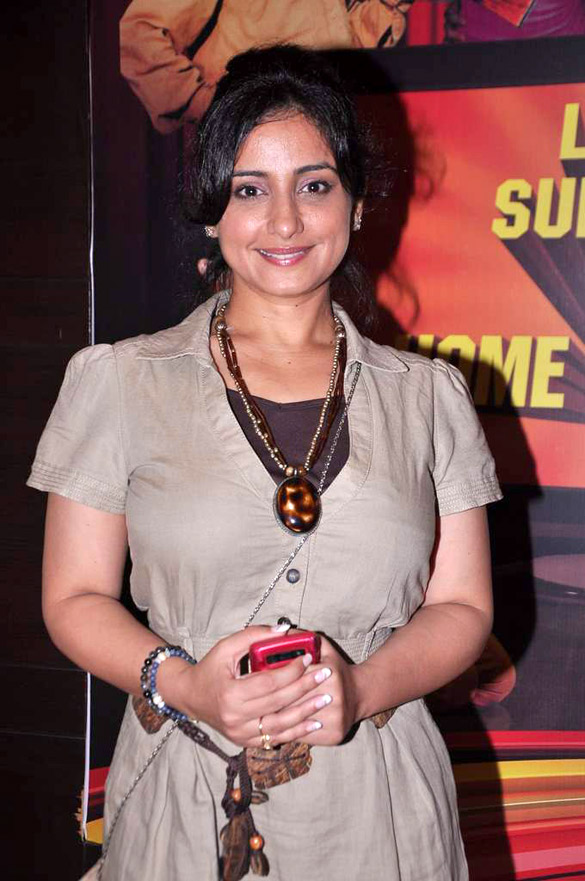
Divya Dutta, 2012

Divya Dutta (Panjabi ਦਿਵਯਾ ਦੱਤਾ; Hindi दिव्या दत्ता Divyā Dattā; * 25. September 1977 in Ludhiana, Punjab) ist eine indische Schauspielerin, die vor allem in Hindi- und Panjabi-Filmen mitspielt.

## Karriere
Sie gab ihr Debüt 1994 in dem Film Ishq Mein Jeena Ishq Mein Marna, der floppte. Danach spielte sie mit in Filmen wie Veergati, Surakshaa oder Ram Aur Shyam. Ihr erster Erfolg in den 1990ern war der Panjabi-Film Shaheed-E-Mohabbat aus dem Jahr 1999 von Manoj Punj, der sie später für drei weitere Filme von ihm castete. 2004 wurde sie für ihre Darstellung der Shabbo in Veer und Zaara – Die Legende einer Liebe als beste Schauspielerin in einer Nebenrolle mit einem Zee Cine Award und einen Global Indian Film Award ausgezeichnet. Seitdem bekam sie mehrere Hauptrollen, besonders in Panjabi-Filmen oder Parallel-Cinema-Filmen. Momentan dreht sie ihren ersten US-amerikanischen Spielfilm, Hearth Land. Im 2018 erschienenen Drama Gul Makai spielt sie die Mutter von Malala Yousafzai.
Divya Dutta lebt mit ihrer Mutter und ihrem Bruder in Mumbai.

## Filmografie (Auswahl)
- 1994: Ishq Mein Jeena Ishq Mein Marna
- 1995: Surakshaa
- 1995: Veergati
- 1996: Agni Sakshi
- 1996: Chhote Sarkar
- 1996: Ram Aur Shyam
- 1997: Daava
- 1997: Raja Ki Aayegi Baraat
- 1998: Bade Miyan Chote Miyan
- 1998: Gharwali Baharwali
- 1998: Iski Topi Uske Sarr
- 1998: Train to Pakistan
- 1999: Baadshah – Der König der Liebe
- 1999: Rajaji
- 1999: Samar
- 1999: Shaheed-E-Mohabbat
- 2000: Basanti
- 2001: Kasoor
- 2002: 23rd March 1931: Shaheed
- 2002: Inth Ka Jawab Patthar
- 2002: Maya Namara
- 2002: Shakti – The Power
- 2002: Sur: The Melody of Life
- 2002: Zindagi Khoobsoorat Hai
- 2003: Und am Abend wartet das Glück (Baghban)
- 2003: Joggers' Park
- 2003: LOC: Kargil
- 2003: Pran Jaaye Par Shaan Na Jaaye
- 2004: Agni Pankh
- 2004: Des Hoyaa Pardes
- 2004: Shaadi Ka Laddoo
- 2004: Shobhayatra
- 2004: Veer und Zaara – Die Legende einer Liebe (Veer-Zaara)
- 2005: Dubai Return
- 2005: Mr Ya Miss
- 2005: Naam Gum Jaayega
- 2005: Netaji Subhas Chandra Bose: The Forgotten Hero
- 2005: Silsiilay
- 2005: Twinkle Twinkle Little Star
- 2006: Darwaza Bandh Rakho
- 2006: Umrao Jaan
- 2006: Waris Shah: Ishq Daa Waaris
- 2007: Aaja Nachle – Komm, tanz mit mir (Aaja Nachle)
- 2007: Apne
- 2007: Kahani Gudiya Ki
- 2007: Mummyji
- 2007: The Last Lear
- 2008: Oh, My God
- 2008: U, Me Aur Hum – Für immer wir
- 2008: Welcome to Sajjanpur
- 2009: Delhi-6
- 2010: Hisss
- 2013: Special 26
- 2013: Zilla Ghaziabad
- 2013: Gippi
- 2013: Lootera
- 2013: Bhaag Milkha Bhaag
- 2021: Sheer Qorma